# Christine van der Horst
Christine van der Horst (Zaandam, 9 september 1966) is een voormalig Nederlands televisiepresentatrice.

## Biografie
Van der Horst begon als assistente van Peter Jan Rens in het programma Doet-ie 't of doet-ie 't niet.
In 1996 presenteerde Van der Horst haar eerste eigen programma Liefdesnest op Veronica. Al snel resulteerde dit in de spin-off Nachtsuite, op zaterdagnacht op RTL 5. Op zondagmiddag presenteerde ze Lunchroom en later Chris Kras op RTL 4. Allemaal programma's met zeer uiteenlopende gasten en onderwerpen. Tevens werden er in elke uitzending belspelletjes gespeeld, waarmee kijkers, volgens Van der Horst, 'cash, gegarandeerd, handje contantje, zonder logo's en zonder balletjes' of 'handje courantje, geen ballen geen bingo, geen logo's geen lingo' geld kunnen winnen. In 2001 had ze een gastrol in Kees & Co als buurvrouw, in de aflevering: De Bus.
Bij de zomerstop op 24 juni 2006 stopten door bezuinigingen beide programma's, waarna ze nog enkele maanden een belspel rond Lijn 4 presenteerde. In oktober van dat jaar werd bekend dat Van der Horst en Endemol het contract hadden verbroken; ze zou destijds toe zijn aan iets nieuws.
Eind 2006 stond Van der Horst op het punt te tekenen bij Talpa, die door een uitbreiding van de zendtijd ook de nachtelijke uren in wilde vullen. Nadat Talpa in de afrondende fase liet weten toch niet met Van der Horst in zee te gaan - ze hadden liever onbekende gezichten - maakte ze de overstap naar SBS. Sinds 20 januari 2007 presenteerde zij elke vrijdag- en zaterdagnacht het programma Christine Live op Veronica. Dit programma liep echter maar drie maanden, waarna Van der Horst haar contract uit moest dienen met het presenteren van 'ouderwetse' belspelletjes in de nachtelijke uren op SBS6.
In 2008 richtte Van der Horst zich op het organiseren van speeddateavonden, dit zonder succes. Van der Horst is getrouwd met haar partner David (Dave) Post en leeft tegenwoordig een teruggetrokken bestaan buiten de spotlights.

## Trivia
- Toen Van der Horst negentien jaar oud was, deed zij mee aan de TROS-datingshow van Carry Tefsen: Op Goed Geluk.[2]
- In 2000 deed Van der Horst mee met Big Brother VIPS.